# Ethylendimethacrylat
Ethylenglycoldimethacrylat, kurz EGDMA ist eine chemische Verbindung aus der Gruppe der Carbonsäureester.

## Gewinnung und Darstellung
Ethylenglycoldimethacrylat kann durch Kondensation von Methacrylsäure oder Methylmethacrylat mit Ethylenglycol gewonnen werden. EDGMA entsteht auch als Nebenprodukt bei der Bildung von HEMA.

## Eigenschaften
Ethylenglycoldimethacrylat ist eine brennbare, schwer entzündbare, farblose Flüssigkeit mit angenehmem Geruch, die schwer löslich in Wasser ist.

## Verwendung
Ethylenglycoldimethacrylat wird als Monomer zur Herstellung von Hydroxyapatit/Polymethylmethacrylat-Verbundwerkstoffen verwendet. Es wird auch als Weichmacher eingesetzt. EGDMA ist ein Vernetzer.